# Asparaginska kiselina
Asparaginska kiselina je alfa-aminokiselina kemijske formule HOOCCH(NH2)CH2COOH. 
Karboksilni anion asparaginske kisline se naziva aspartat. Asparaginska kiselina je jedna od 20 aminokiselina koje nalazim u kemijskom sastavu proteina. Asparaginski kiselina je neesencijalna aminokiselina. Kodoni za asparaginsku kiselinu su GAU i GAC. 
Aspartaz je u tijelu čovjeka jedan od metabolita ciklusa ureje i sudjeluje u glukoneogenezi. Aspartat u središnjem živčanom sustavu djeluje kao neurotransmiter.
Asparaginsku kiselinu je 1827. otkrio Plisson.